# Ferdinand Bender (Theologe)
Ferdinand Bender (* 9. August 1816 in Darmstadt; † 27. Mai 1902, ebenda) war ein deutscher evangelischer Theologe und Hofprediger.

## Leben
Bender studierte Theologie in Gießen und Tübingen. Seit 1839 wirkte er am Hof des Großherzogtums Hessen-Darmstadt, wobei er Schritt für Schritt vom Hilfsprediger zum ersten Hofprediger aufstieg. Im Jahr 1879 wurde ihm der Titel eines Oberhofpredigers verliehen.
Bender veröffentlichte mehrere Schriften, u. a. Darstellungen der Geschichte der Waldenser sowie Biographien seiner besonderen Förderin, der Prinzessin Elisabeth, und deren Tochter Großherzogin von Mecklenburg-Schwerin. Er engagierte sich im Gustav-Adolf-Verein und betrieb zahlreiche diakonische Aktivitäten. 1849 gehörte er zu den Gründern des Evangelischen Vereins für äußere und innere Mission und des Frauenvereins zur Rettung sittlich verwahrloster Mädchen. Im Jahr 1858 gründete er das Diakonissenhaus Elisabethenstift, 1868 eine „Herberge zur Heimat“ und 1888 die Evangelische Stadtmission. So gilt Bender als Vater der Darmstädter Erweckung.
Von der Universität Gießen wurde er 1889 mit der Ehrendoktorwürde ausgezeichnet.

## Veröffentlichungen (Auswahl)
- Geschichte der Waldenser, Ulm 1850.
- Evangelische Predigten, Frankfurt 1854.
- Alttestamentliche Lebensbilder in Predigten, Stuttgart 1857/58.
- Elisabeth, Prinzessin Carl von Hessen und bei Rhein, Darmstadt 1886.